# 343
Năm 343 là một năm trong lịch Julius.